# مندوتا (کالیفرنیا)
مندوتا (به انگلیسی: Mendota) شهری در شهرستان فرسنو ایالت کالیفرنیا است که در سرشماری سال ۲۰۱۰ میلادی، ۱۱۰۱۴ نفر جمعیت داشته است.